# 곤 (만화)
곤(Gon, 일본어: ゴン)은 공룡과 타이틀 캐릭터의(무성) 모험에 대해 다나카 마사시가 만든 일본 만화 시리즈이다.
곤은 플레이스테이션 (콘솔) 버전의 철권 3에 출연한 것으로 일본 밖에서 가장 주목을 받았다. 애니메이션 TV 시리즈는 2012년 4월 2일 일본에서 방영되기 시작했다. 이 만화는 일본 문화청 미디어 예술제에서 우수상을 수상하고 아이스너상을 수상했다.

## 특징
곤은 카르노사우루스하목의 육식종이지만 티라노사우루스와 같은 머리로 인해 티라노사우루스과보다 티라노사우루스처럼 막연하게 보인다. 곤은 엄청난 식욕을 가진 잡식 동물로 하드로사우루스, 익룡, 각룡류를 잡아먹고 스테고사우루스, 아파토사우루스, 심지어 털북숭이 매머드까지 사냥한다. 그는 자신의 체중을 턱으로 지탱하고 완전히 자란 용각류(브론토사우루스, 브라키오사우루스, 디플로도쿠스)를 들어올릴 수 있는 등 자신의 크기에 관계없이 엄청난 힘과 지구력을 보유하고 있다. 그의 비늘로 덮인 가죽은 거의 뚫을 수 없으며 더 큰 포식자의 물기를 피할 수 있다.
곤의 지능은 완전한 무지(예: 몇 주 동안 머리에 있는 새 둥지를 알아차리지 못하는 등)부터 전략적 교활함(알로사우루스를 먹이를 잡기 위한 짐승으로 사용)에 이르기까지 각 모험에서 변동하는 것처럼 보인다.
철권 3에서 곤은 방화 능력이 있고 불 덩어리를 뱉고 독성 방귀를 사용할 수 있다. 그는 너구리와 앵무새를 연상시키는 지저귀는 소리와 비명을 지르는 소리를 낸다.